# Порто Виро
Порто Виро (итал. Porto Viro) је насеље у Италији у округу Ровиго, региону Венето.
Према процени из 2011. у насељу је живело 13644 становника. Насеље се налази на надморској висини од -1 м.

## Становништво
Према резултатима пописа становништва 2011. у општини је живело 14.656 становника.
| 2011.  |
| ------ |
| 14.656 |

## Партнерски градови
- Мангалија
- Veranópolis